# Шерлок Холмс и доктор Ватсон
«Ше́рлок Холмс и до́ктор Ватсон» — первая часть советской серии телефильмов по мотивам рассказов Артура Конан Дойля о Шерлоке Холмсе, снятая в 1979 году. Фильм состоит из двух серий и снят по мотивам рассказа «Пёстрая лента» (1-я серия «Знакомство») и повести «Этюд в багровых тонах» (начало 1-й серии и 2-я серия «Кровавая надпись»).

## Сюжет

### «Знакомство»
Доктор Ватсон (Виталий Соломин), служивший в английской армии и побывавший на афганской войне, выходит в отставку по ранению и возвращается на родину, в Англию. Финансовое положение доктора становится весьма шатким, и его давний приятель Стэмфорд (Геннадий Богачёв) предлагает ему снять комнату в доме по адресу Бейкер-стрит, 221-b, который принадлежит некой пожилой вдове — миссис Хадсон (Рина Зелёная). Вторую сдаваемую комнату уже занимает другой джентльмен — загадочный мистер Шерлок Холмс (Василий Ливанов).
Холмс производит на Ватсона неоднозначное впечатление. Он проводит сложные химические опыты с кровью, играет на скрипке, имеет глубочайшие познания о сигарном пепле, лондонской грязи и уголовном законодательстве, но при этом незнаком с некоторыми общеизвестными истинами (например, не знает, что Земля вращается вокруг Солнца); он никогда не читает беллетристики, также как и книг по истории и философии; к нему постоянно заходят весьма странные посетители, а на столе у него стоят портреты личностей «омерзительнейшего вида». Ватсон подозревает Холмса в причастности к преступному миру. Впрочем, после выяснения отношений во время боксёрского поединка, происходящего по просьбе доктора прямо в доме, все страхи и сомнения Ватсона развеиваются: Шерлок Холмс оказывается частным сыщиком.
Вскоре Холмсу и Ватсону, ставшему его компаньоном, приходится расследовать «Дело о пёстрой ленте». К Холмсу приходит некая Эллен Стоунер (Мария Соломина) и рассказывает о том, что она боится за свою жизнь. За два года до этого при странных обстоятельствах, не дожив нескольких дней до своей свадьбы, умерла её сестра-близнец Джулия, и теперь Эллен боится, что то же самое случится и с ней.
Эллен с Джулией жили без матери, с отчимом, доктором Гримсби Ройлоттом (Фёдор Одиноков), в поместье Сток-Морен недалеко от Лондона. За три дня до свадьбы Джулия рассказала сестре, прощаясь с ней на ночь, что в последнюю неделю стала слышать по ночам тихий свист и странный стук, после чего той же ночью разбудила весь дом жутким криком и почти сразу умерла, успев сказать Эллен о какой-то пёстрой ленте (в оригинальном англоязычном контексте возникает игра слов, которую трудно передать на русский язык, и переводчики делали это описательно: слово band в английском языке означает и «лента», и «банда, группа людей». В тексте рассказа упоминаются возможные подозреваемые в причастности к смерти Джулии — друзья Ройлотта, цыгане, носившие на шеях пёстрые платки).
Спустя два года Эллен собирается выйти замуж. По причине внезапного ремонта дома она вынуждена жить в комнате, где жила и умерла Джулия; с недавних пор она тоже стала слышать по ночам свист и стук. Холмс хочет осмотреть дом в отсутствие Ройлотта, и Эллен говорит, что на следующий день вечером её отчима не будет дома.
После ухода Эллен в дом к Холмсу врывается сам Ройлотт. Свирепый помещик требует, чтобы Холмс не совал нос в его дела, угрожает сыщику и демонстрирует ему свою физическую силу — голыми руками сгибает кочергу. Однако Холмса угрозы Ройлотта не пугают — как только помещик уходит, он с лёгкостью разгибает эту же самую кочергу.
Холмс и Ватсон укрываются в кустах, из которых хорошо виден дом Ройлотта. Вечером, когда Ройлотт уезжает, по условному сигналу Эллен из окна Холмс и доктор Ватсон входят в дом и обследуют комнаты. В бывшей комнате Джулии, в которой теперь ночует Эллен, они обнаруживают странности: кровать привинчена к полу, а свисающий шнур звонка вообще ни к чему не присоединён. Прямо над шнуром Холмс обнаруживает вентиляционную отдушину, выведенную не наружу и не на чердак, а в смежную с Эллен комнату, занимаемую самим Ройлоттом. В комнате отчима Холмс обнаруживает маленькое блюдце с молоком. На вопрос, есть ли в доме кошка, Элен отвечает, что кошки нет, но в доме живут дикие животные — гиена и павиан (Ройлотт долго жил в Индии). Холмс замечает, что блюдце слишком мало́ для гиены.
Холмс и Ватсон проникают в комнату девушки и остаются там до утра. Услышав свист и стук, Холмс чиркает спичкой, видит пролезшую через отдушину и спускающуюся по шнуру змею и бьёт её тростью. Разъярённая змея возвращается в комнату Ройлотта и кусает хозяина, который от этого умирает. Выясняется, что отчиму были невыгодны замужества падчериц, поскольку они должны были получить в качестве приданого часть наследства их умершей матери, и он решил убить их обеих. Поскольку Ройлотт был врачом, он решил избавиться от девушек с помощью ядовитой болотной гадюки (укус которой, по словам Холмса, почти незаметен), дабы скрыть свою причастность к их смерти.
Отличие от книги: в рассказе Элен лишь делает вид, что уходит спать в свою комнату, в которой на самом деле остаются Холмс и Ватсон, а сама проводит ночь в своей первой, не отремонтированной спальне; в фильме в злополучной спальне остаются все трое.

### «Кровавая надпись»
Холмс получает от инспектора Грегсона (Игорь Дмитриев) сообщение о странном случае в заброшенном доме на Брикстон-роуд: там найдено тело пожилого американца, а на стене кровью написано слово «Revenge» («месть»). Дело ведёт инспектор Лестрейд (Борислав Брондуков), не воспринимающий Холмса как сыщика. Через некоторое время в гостинице ударом ножа убит другой американец — Джозеф Стэнджерсон (Виктор Аристов), которого подозревали в первом убийстве; на месте преступления также обнаруживают написанное на стене кровью слово «месть».
Шерлок Холмс находит убийцу. Это некий американец-кэбмен Джефферсон Хоп (Николай Караченцов), который мстил бывшим членам секты мормонов — убийцам своей невесты Люси Ферье и её отца Джона. В качестве орудия мести он предлагал проглотить одну из двух пилюль, другую Хоп глотал сам. Одна из пилюль была пустышкой, вторая содержала сильнодействующий яд. Первый американец — Энек Дреббер (Адольф Ильин), взявший Люси себе четвёртой женой и погубивший её — проглотил ядовитую пилюлю и умер, второй — Стэнджерсон, убийца Джона Ферье — набросился на Хопа и стал душить, поэтому тот убил его ножом. Убийцу арестовывают, но в тюрьме он умирает от сильного кровоизлияния в мозг. Вся слава в раскрытии этого преступления достаётся инспектору Лестрейду. Доктор Ватсон, будучи до глубины души возмущён этим, решает стать биографом Шерлока Холмса. С этого момента и начинается «летопись» приключений сыщика и доктора. Его записки о великом сыщике вскоре завоёвывают популярность среди читателей лондонских журналов.
Согласно книге, именно история Хопа стала первым совместным делом Холмса и Ватсона.

## В ролях
В главных ролях
- Василий Ливанов — Шерлок Холмс
- Виталий Соломин — доктор Ватсон
- Рина Зелёная — миссис Хадсон

«Знакомство»
- Геннадий Богачёв — мистер Стэмфорд, приятель Ватсона
- Мария Соломина — Эллен Стоунер / Джулия Стоунер
- Фёдор Одиноков (озвучивал Игорь Ефимов) — доктор Гримсби Ройлотт, отчим Эллен и Джулии

«Кровавая надпись»
- Борислав Брондуков (озвучивал Игорь Ефимов) — инспектор Лестрейд
- Игорь Дмитриев — инспектор Тобиас Грегсон
- Николай Караченцов — Джефферсон Хоп, кэбмен
- Адольф Ильин — Энек Дреббер, первая жертва Хопа
- Виктор Аристов — Джозеф Стэнджерсон, вторая жертва Хопа
- Олег Хроменков — посыльный, отставной сержант морской пехоты
- Виталий Баганов — констебль Рэнс
- Любовь Тищенко (озвучивал Алексей Кожевников) — безработный актёр и друг Хопа, притворившийся вдовой

## Съёмочная группа
- Сценаристы: Юлий Дунский, Валерий Фрид
- Режиссёр: Игорь Масленников
- Оператор: Юрий Векслер
- Художник: Марк Каплан
- Композитор: Владимир Дашкевич
- Звукорежиссёр: Борис Андреев

## Пробы на роли
- На роль Шерлока Холмса пробовались также Сергей Юрский, Александр Кайдановский, Игорь Дмитриев (сыгравший в итоге инспектора Грегсона), Борис Клюев (сыгравший впоследствии Майкрофта Холмса) и Олег Янковский (исполнивший две роли в «Собаке Баскервилей»).
- На роль доктора Ватсона — Олег Басилашвили, Юрий Богатырёв, Александр Калягин и Леонид Куравлёв (сыграл в последнем фильме серии фон Борка).
- На роль миссис Хадсон — Любовь Добржанская и Евгения Ханаева.
- На роль инспектора Лестрейда — Лев Дуров и Александр Ширвиндт.
- На роль Элен и Джулии Стоунер — Ирина Мазуркевич, Анастасия Вертинская, Марианна Вертинская и Марина Неёлова.
- На роль Джефферсона Хопа — Виктор Евграфов (сыграл в итоге профессора Мориарти) и Роман Филиппов.

## Съёмки
- Бейкер-стрит (Рига, ул. Яуниела, д. 22), как и все натурные съёмки для первого фильма, снимали в Латвии[3], за исключением дома на Брикстон-роуд (где был убит Дреббер) — Ленинград, загородный особняк княгини Салтыковой (ул. Академика Крылова, 4).
- Во время съёмок фильма группа столкнулась с принципиальной ошибкой Конан Дойля. В рассказе змея выползала из вентиляционной отдушины, затем спускалась и поднималась обратно по шнуру от звонка. В действительности же змеи не могут ползать по свободно висящей верёвке, им необходимо твёрдое основание. Поэтому снять спускающуюся по шнуру змею было невозможно, и в фильме показано, как она высовывается из отверстия в стене[4]. Также, в отличие от рассказа, Ройлотт вызывает рептилию не только свистом (которого не могла слышать глухая змея), но дублирует его постукиванием по стене, создающим вибрацию, что специально разъясняется в дописанном диалоге.
  - Смерть от укуса цепочной гадюки (которая действительно обитает в Индии, однако к реальной «болотной» гадюке[англ.] не имеет никакого отношения) наступает лишь через 1—2 недели, с явными признаками интоксикации[5], в то время как в книге (и фильме) Джулия и Ройлотт умерли сразу же после укуса змеи.
- Когда Холмс приглашает Ватсона в театр на оперу «Волшебная флейта», последний напевает арию Царицы ночи «Der Hölle Rache kocht in meinem Herzen».
- По тексту повести «Этюд в багровых тонах» Холмс при первой встрече с Ватсоном угадывает, что тот недавно вернулся из Афганистана. При озвучивании из опасений политической цензуры слово «Афганистан» было заменено на «восток», но по движению губ Василия Ливанова видно, что он произносит именно «Афганистан»[6][7].
- В серии «Знакомство» во время боксёрского поединка Холмс определяет марку револьвера Ватсона как «Webley & Scott 38, армейский». Эта марка появится лишь в 1897 году, то есть через 16 лет.
- В эпизоде, когда Холмс просит Ватсона внимательно осмотреть портреты, почти все они являются вставленными в паспарту кадрами из фильмов ужасов 1920—1940-х годов. Один из портретов (тот, что Холмс держит в руках и кладёт, а затем показывается в числе последних двух, лежащим сверху) является кадром из фильма «Призрак оперы» 1925 года и демонстрирует Лона Чейни в гротескном гриме Эрика. На портрете, поверх которого положена лупа, изображён Лон Чейни-младший в гриме оборотня Лоуренса Тальбота из фильма «Человек-волк» 1941 года. Образ Чейни-старшего — «вампир» из фильма «Лондон после полуночи» — можно увидеть в «Охоте на тигра». Также среди портретов видны Фредрик Марч в гриме мистера Хайда из фильма 1931 года (самая первая фотография, на которую глазами Ватсона смотрит камера) и Конрад Фейдт в образе сомнамбулы Чезаре из «Кабинета доктора Калигари» (это фото лучше видно в серии «Охота на тигра»). Господин в очках (слева от лампы внизу) — Лайонел Этуилл в роли доктора Фиша из фильма «Странный случай доктора Rx» (1942)[8].
- В книге «Этюд в багровых тонах» инспектор Грегсон во время допроса предупреждает Джефферсона Хопа о занесении его слов в протокол, в фильме он зачитывает подозреваемому текст так называемого «Правила Миранды» («Всё, что вы скажете, может быть использовано против вас в суде»), которое было введено в США в 1966 году, а аналогичное ему правило в Британии ещё позже — в 1984 году.
- В серии «Кровавая надпись» Холмс и Ватсон играют в шахматы и разыгрывают «защиту двух коней», классическое начало. В целом партия основана на игре Якова Нейштадта и В. Бибикова (1946 г.)[9]